# Крутое (Брянская область)
Крутое — поселок в Карачевском районе Брянской области в составе Ревенского сельского поселения.

## География
Находится в восточной части Брянской области на расстоянии приблизительно 23 км по прямой на юго-запад от районного центра города Карачев.

## История
Упоминался с 1920-х годов как хутор (7 дворов в 1928 году), в середине XX века к поселку была присоединена деревня Ивановка.

## Население
Численность населения: 51 человек (1926 год), 26 человек в 2002 году (русские 100 %), 24 в 2010.